# داون هاربر
داون هاربر (بالإنجليزية: Dawn Harper)‏ هي مقدمة تلفزيونية بريطانية، ولدت في 21 مارس 1963 في تروبريدج في المملكة المتحدة.

## وصلات خارجية
- الموقع الرسمي